# 伊利鎮區 (堪薩斯州塞奇威克縣)
伊利鎮區（英語：Erie Township）為美國堪薩斯州塞奇威克縣轄下的鎮區。2010年美国人口普查中此鎮區人口有100人。

## 地理
伊利鎮區涵蓋總面積為91.5平方（35.33平方英里），其中陸地面積為91.5平方（35.32平方英里），水域面積為0.026平方（0.01平方英里）或0.03%。海拔高度415（1,362英尺）。

## 人口統計
根據2010年美國人口普查，伊利鎮區人口有100人，其中男性有48人，女性有52人，人口密度為每平方公里1.09人，住房計40戶。鎮區內的白人有96人，非裔美國人有0人，美洲原住民有2人，亞裔美國人有0人，太平洋島裔美國人有0人，其他種族有0人，混血種族則有2人。此外鎮區內有0人為西班牙裔或拉丁裔美國人。此鎮區之年齡中位數為46.5歲，而男性年齡中位數為49.0歲，女性年齡中位數為46.0歲。